# Бреј (Сома)
Бреј (фр. Breuil) насеље је и општина у североисточној Француској у региону Пикардија, у департману Сома која припада префектури Мондидје.
По подацима из 2011. године у општини је живело 57 становника, а густина насељености је износила 26,27 становника/km². Општина се простире на површини од 2,17 km². Налази се на средњој надморској висини од 70 метара (максималној 73 m, а минималној 57 m).

## Демографија
| 1962. | 1968. | 1975. | 1982. | 1990. | 1999. | 2011. |
| ----- | ----- | ----- | ----- | ----- | ----- | ----- |
| 86    | 96    | 68    | 59    | 69    | 66    | 57    |

График промене броја становника у току последњих година